# Les Iles Canaries
Les Iles Canaries (abreviado Iles Canaries) es un libro con ilustraciones y descripciones botánicas que fue escrito conjuntamente por Charles-Joseph Marie Pitard-Briau & Proust. Fue publicado en el año 1908 con el nombre de Les Îles Canaries. Description de l'Archipel (Las Islas Canarias. Descripción de Tenerife), 1908. ISBN 978-84-8382-035-3 una imagen del texto Archivado el 12 de octubre de 2008 en Wayback Machine.